# 阿尔万·克拉克
阿尔万·克拉克（英語：Alvan Clark），美国天文学家和望远镜制造商。

## 生平
1804年3月8日，他出生在马萨诸塞州阿什菲尔德（Ashfield），是科德角一个英国捕鲸家族的后裔。
他曾是一位肖像画家暨雕刻家，40岁时涉猎望远镜制造，1846年与他的二位共同儿子创建了阿尔万·克拉克父子公司。该公司使用伯明翰保斯公司（Chance Brothers）和巴黎费尔-曼托斯公司（Feil-Mantois）的平板玻璃磨制折射望远镜透镜，先后制作了包括老芝加哥大学迪尔伯恩天文台（Dearborn Observatory）当时世界上最大的18.5英寸（47厘米）透镜（原为密西西比大学所订）、美国海军天文台和麦考密克天文台二架26英寸(66厘米)望远镜、普尔科沃天文台（在列宁格勒围城战时遭破坏，现仅剩透镜）30英寸(76厘米)透镜、利克天文台36英寸（91厘米，现仍为世界第三大）及耶基斯天文台40英寸（100厘米）望远镜-目前世界上最大的折射望远镜。
克拉克的其中一位儿子—阿尔万·格雷厄姆·克拉克发现了天狼星暗淡的伴星，他的另一位儿子是乔治·巴塞特·克拉克（George Bassett Clark），两个儿子都是公司合伙人。
1887年8月19日他在马萨诸塞州剑桥去世，享年83岁。

## 荣誉
月球上的克拉克陨石坑就是以他及他儿子阿尔万·格雷厄姆·克拉克的名字命名的，而火星上的同名撞击坑主要是纪念他的。

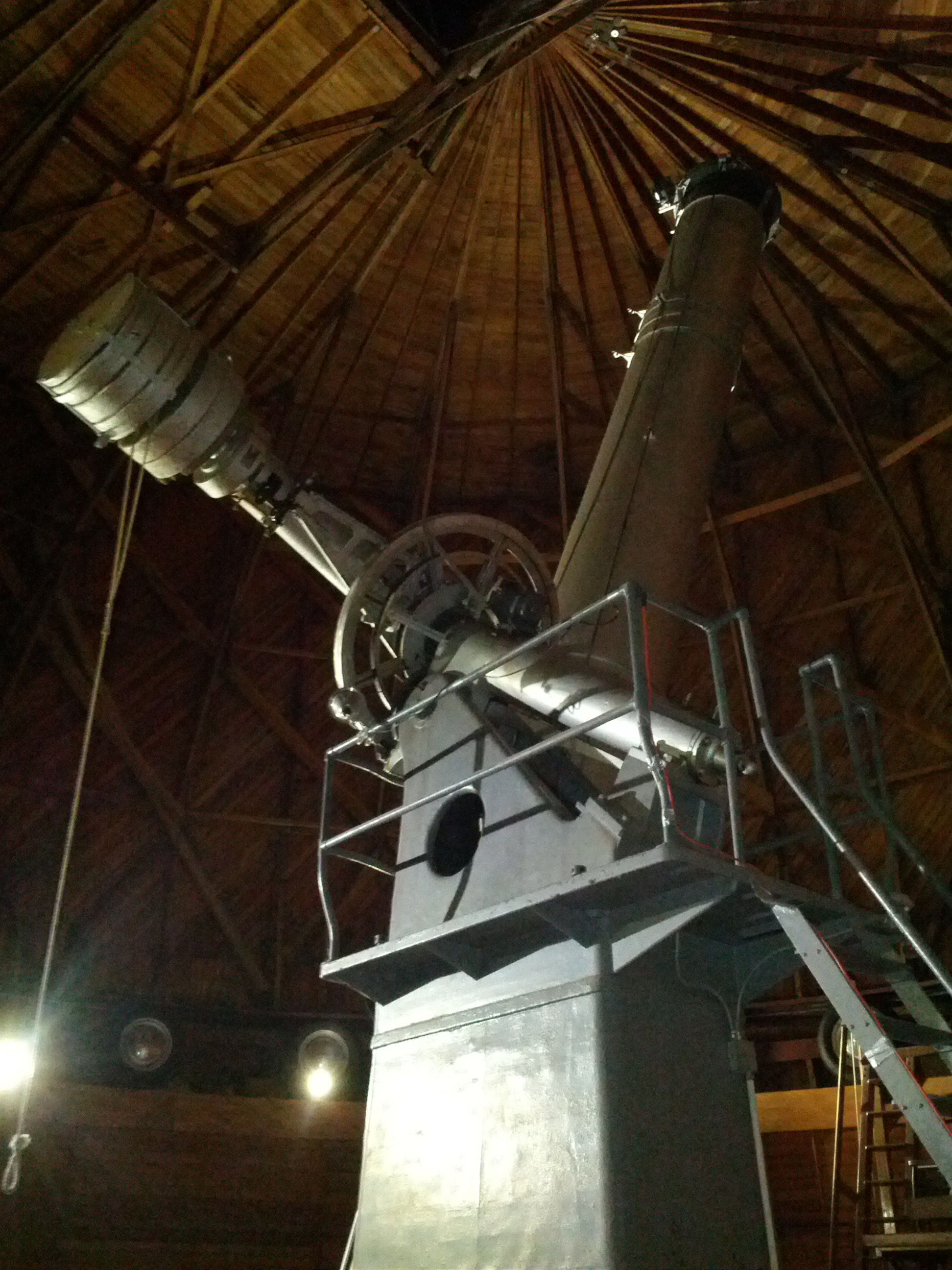
洛厄尔天文台的阿尔万·克拉克折射望远镜

## 图集
克拉克创作的

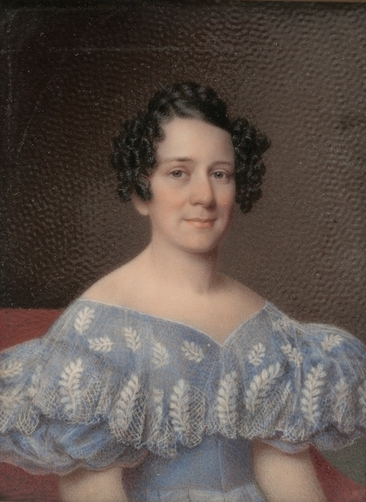
一位未知的女性画像，1835年（大都会艺术博物馆）
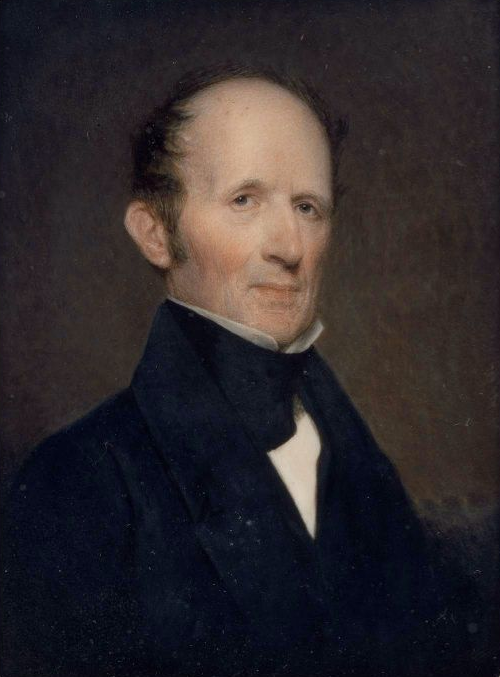
约翰·皮克林的画像，1840年（波士顿美术博物馆）
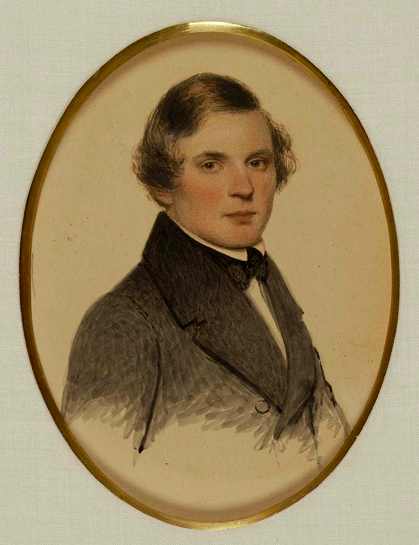
塞缪尔·霍尔·格雷戈瑞的画像，1840年（史密森学会）
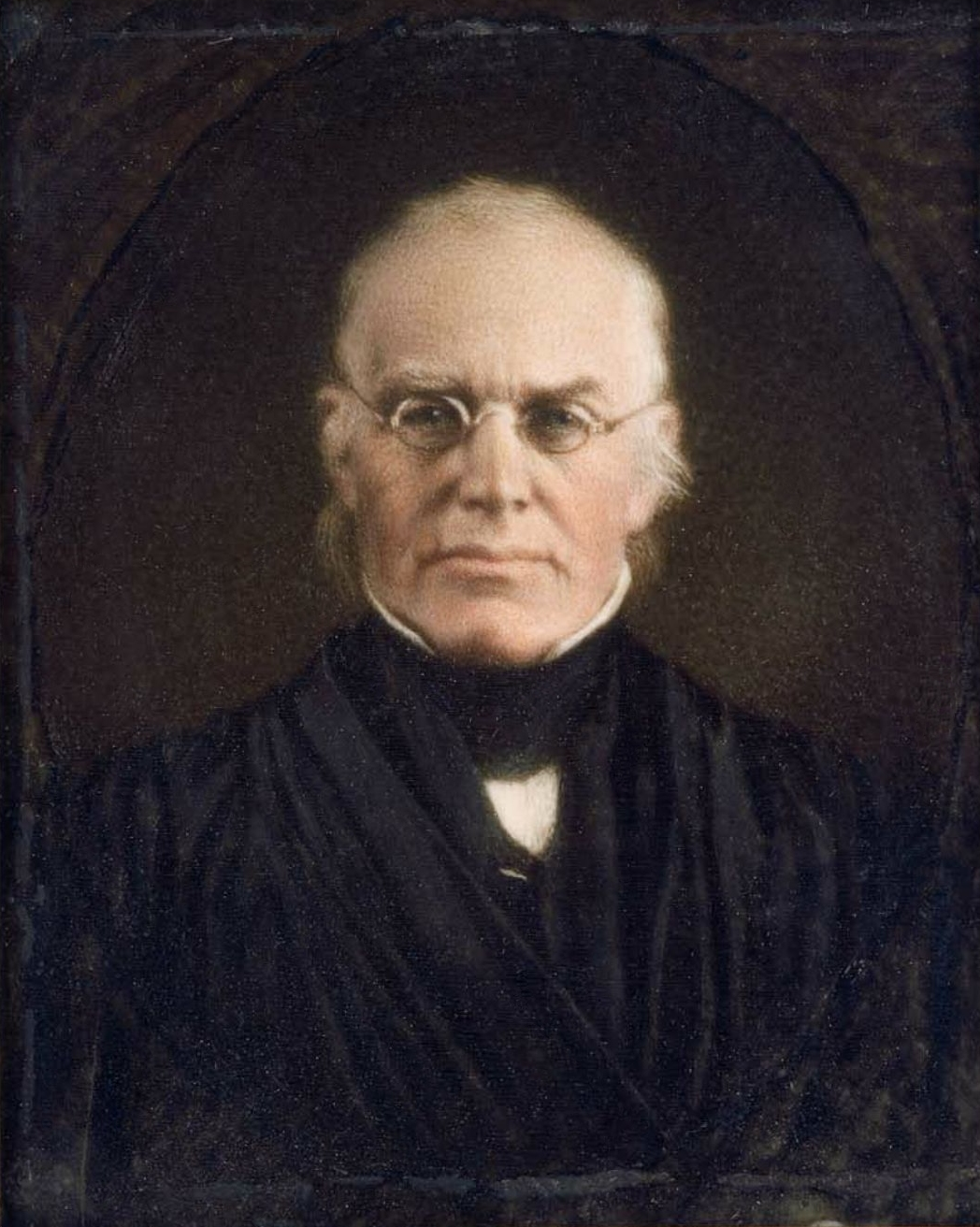
约瑟夫·斯多利的画像，1846年（波士顿美术博物馆）

## 备注
- . . （原始内容存档于2012-03-21）.
- 底波拉·吉恩·华纳 & Robert B. Ariail. . 1995. ISBN 0-943396-46-8.

## 延伸阅读
- "Recent Deaths. Alvan Clark." Boston Daily Evening Transcript, 19 August 1887.
- "Autobiography of Alvan Clark." New-England Historical and Genealogical Register 43 (January 1889): 52-58.
- Warner, Deborah Jean. Alvan Clark & Sons, Artists in Optics. Washington, 1968.